# Fritz Nallinger

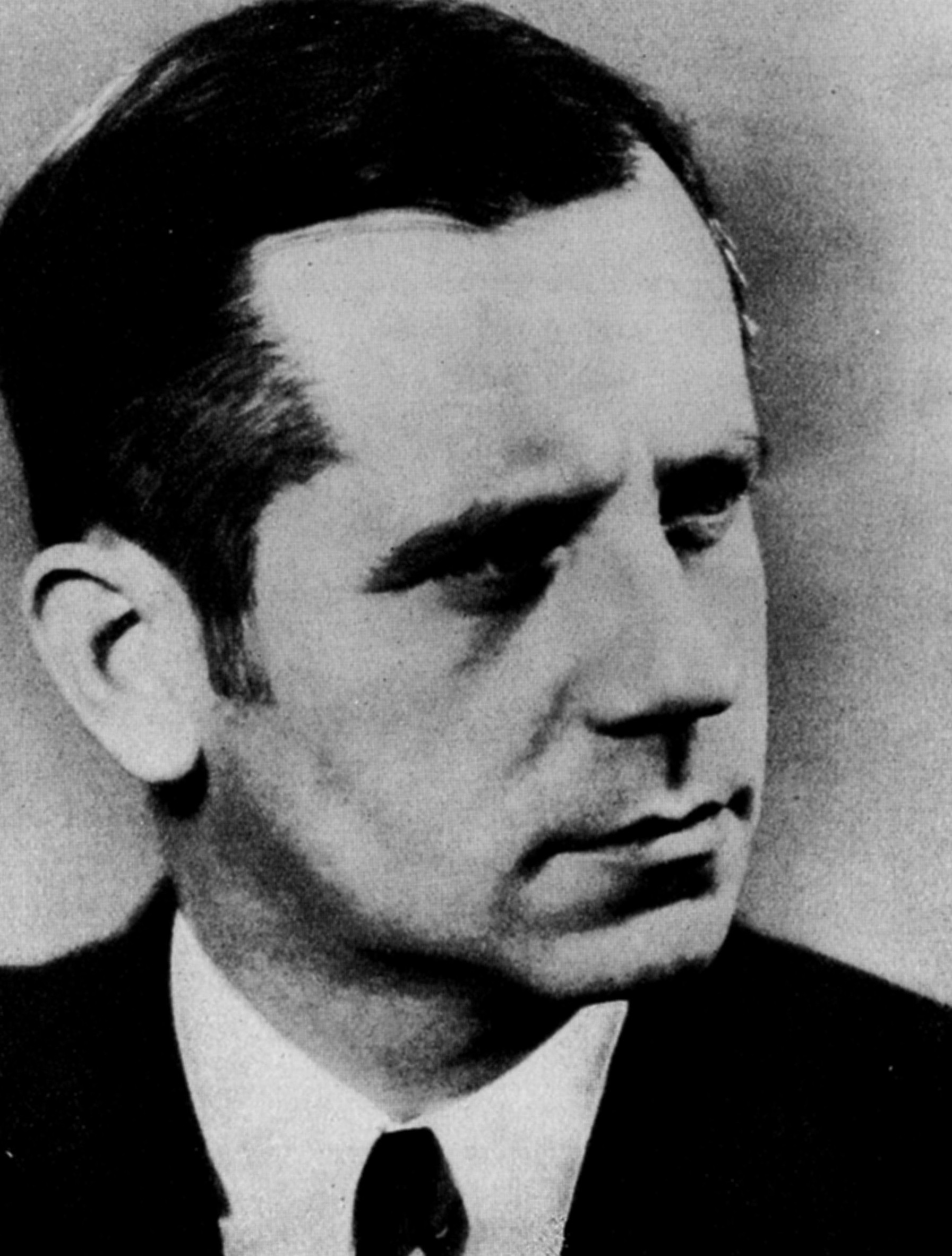
Fritz Nallinger, um 1941

Friedrich „Fritz“ Nallinger (* 6. August 1898 in Esslingen am Neckar; † 4. Juni 1984 in Stuttgart) war ein deutscher Ingenieur und Automobilkonstrukteur. 

## Leben und Karriere
Der Sohn von Baurat Friedrich Nallinger (23. Mai 1863 – 13. Februar 1937) und Maria Nallinger (geb. Kötzle) wuchs bereits mit dem Automobil auf, da sein Vater am 1. Mai 1904 neben Wilhelm Maybach als Leiter der Produktion bei der Daimler-Motoren-Gesellschaft eintrat. Im Alter von 13 Jahren erhielt er für Automobilscheinwerfer sein erstes Patent, das er an Carl Zeiss verkaufte. 1916 machte er sein Abitur und wurde anschließend zum Wehrdienst eingezogen, den er im Ersten Weltkrieg als Flugzeugführer leistete. Er studierte an der TH Karlsruhe und war Mitglied der Studentenverbindung AV Palato-Sinapia Karlsruhe. Mit 24 Jahren trat er eine Stelle als Konstrukteur bei Benz & Cie. an. Dort arbeitete mittlerweile auch sein Vater, der den Vorstand von Daimler zuvor verlassen hatte. Hier fuhr Fritz Nallinger als Werksfahrer auch Autorennen und erreichte z. B. beim Automobilturnier in Baden-Baden 1925 hinter dem legendären Rudolf Caracciola den zweiten Platz.
1935 wurde Nallinger Technischer Direktor. Während der Zeit der nationalsozialistischen Herrschaft in Deutschland gehörte er zum Kreis der Wehrwirtschaftsführer und zeichnete verantwortlich für Flugmotoren. Nachdem er 1940 als Konstrukteur Leiter der Forschungs- und Versuchsabteilung geworden war, wurde er 1941 Vorstandsmitglied der Daimler-Benz AG sowie Mitglied der Deutschen Akademie der Luftfahrtforschung.
Am 19. Januar 1945 trug Nallinger das Projekt 'Betrachtung über die Entwicklung eines Schnellstbomberträgers' im Hauptausschuss 'Flugzeugzellen' den Beteiligten des Reichsluftfahrtministerium (RLM) vor. Hierbei handelte es sich um ein Trägerflugzeug, welches zwischen seinen Fahrwerksbeinen einen Bomber trug. So sollten gezielte Angriffe auf die USA ermöglicht werden. Der Bomber war als reines Verlustgerät konstruiert worden und besaß kein eigenes Fahrwerk. Nach Erfüllung des Auftrags sollte die Besatzung den Bomber an der feindlichen Küste landen, wo sie von einem U-Boot aufgenommen werden sollte.
Nach dem Krieg wurde er von den Franzosen angefordert und entwickelte in Pau bei Turbomeca Strömungstriebwerke für Flugzeuge.
1948 kehrte er in den Vorstand der Daimler-Benz AG als Leiter für Konstruktion, Entwicklung und Versuch zurück. Am 4. Juni 1951 erhielt er von der TH Karlsruhe die Ehrendoktorwürde. Er prägte durch seine Arbeit wesentlich den Neuanfang und das Wiedererstarken von Daimler-Benz nach dem Zweiten Weltkrieg und blieb bis 1965 als Mitglied des Vorstands verantwortlich für den Bereich Forschung und Entwicklung. Er gilt als Pionier der Plattformstrategie und hat sich stark für den Pkw-Dieselmotor eingesetzt. Hans Scherenberg wurde sein Nachfolger.
Nallinger war Mitglied im Verein Deutscher Ingenieure (VDI) und dessen württembergischem Bezirksverein. Von 1953 bis 1956 und von 1966 bis 1968 saß er dem württembergischen Bezirksverein des VDI vor.

## Ehrungen
- 1938: VDI-Ehrenring[8]
- 1952: Dr.-Ing. E. H. der TH Karlsruhe
- 1953: Großes Verdienstkreuz der Bundesrepublik Deutschland
- 1954: Großes Bundesverdienstkreuz mit Stern
- 1955: Professorentitel des Landes Baden-Württemberg
- 1965: Rudolf-Diesel-Medaille